# إرفين فريدريك باومان
إرفين فريدريك باومان هو مهندس معماري سويسري، ولد في 27 أكتوبر 1890 في برن في سويسرا، وتوفي بنفس المكان في 8 فبراير 1980.